# Vicente Aupí
Vicente Aupí (Valencia, 19 de enero de 1960) es un escritor, periodista y divulgador científico español.
Ha sido redactor de ciencia en el diario Levante-EMV durante varias décadas y es autor de numerosos artículos de divulgación en diarios como El País y La Vanguardia. Es miembro de la Asociación Meteorológica Española (AME), la Sociedad Española de Astronomía (SEA) y la Asociación de Comunicadores de Meteorología (Acomet).
Desde los años 80 del siglo XX ha investigado el clima de España, sobre el cual ha publicado varios libros y decenas de artículos. Se ha especializado en el estudio de la singularidad del polo del frío español situado en el triángulo geográfico Teruel-Calamocha-Molina de Aragón, así como las grandes olas de frío acontecidas desde finales del siglo XIX y los principales episodios de lluvias torrenciales e inundaciones en la España mediterránea.
Es responsable del Observatorio de Torremocha de Jiloca (Teruel), con una serie climatológica de más de 35 años integrada en el Banco Nacional de Datos Climatológicos de Aemet en la que destaca la temperatura de —26,5 °C registrada el 12 de enero de 2021, durante el paso de la Borrasca Filomena. El observatorio se ha centrado desde 1985 en el acercamiento de la astronomía y la astrofotografía a todos los públicos mediante la difusión de eventos históricos como el paso de los cometas Halley (1986), Hyakutake (1996), Hale-Bopp (1997) y Neowise (2020), así como numerosos eclipses de Sol y Luna.
El autor también ha abordado el ámbito histórico con la trilogía sobre la Guerra Civil en Teruel: El General Invierno y la Batalla de Teruel (2015), Crónicas de fuego y nieve (2017) y El Caudillo y las uvas de la derrota. La verdad sobre la caída franquista en el Sitio de Teruel (2023), teniendo presente la importancia del factor meteorológico en los hechos históricos trabajados.

## Libros

### Divulgación científica
- «Eduardo Primo Yúfera. La investigación al servicio de la humanidad». Universidad Politécnica de Valencia. 1994. ISBN 978-84-7721-253-9.  (con Rafael Brines Lorente)
- «Santiago Grisolía. Apuntes para la historia biológica del hombre». Universidad Politécnica de Valencia. 1998. ISBN 978-84-7721-648-3.
- «Guía para exploradores del cielo». Omega. 2003. ISBN 978-84-282-1286-1.
- «Guía del clima de España». Omega. 2004. ISBN 978-84-282-1370-7.
- «Fotografiar el cielo». Planeta. 2006. ISBN 978-84-08-06060-4.
- «Atlas del firmamento. De la Osa Mayor a las Nubes de Magallanes». Planeta. 2007. ISBN 978-84-08-07250-8.
- «El Triángulo de Hielo. Estudio climático del polo del frío español». Dobleuve. 2013. ISBN 978-84-938724-7-2.
- «Los enigmas del Cosmos». Ariel. 2018. ISBN 978-84-344-2762-4.

### Historia
- «El General Invierno y la Batalla de Teruel». Dobleuve. 2015. ISBN 978-84-944125-0-9.
- «Crónicas de fuego y nieve. La Guerra Civil Española y los corresponsales internacionales en la Batalla de Teruel». Dobleuve. 2017. ISBN 978-84-944125-5-4.
- «El Caudillo y las uvas de la derrota. La verdad sobre la caída franquista en el Sitio de Teruel (Diciembre 1937 - Enero 1938)». Dobleuve. 2023. ISBN 978-84-122492-9-3.